# Yōko Makishita
Yōko Makishita (jap. 巻下陽子 Makishita Yōko; ur. 20 marca 1984) − japońska florecistka, brązowa medalistka mistrzostw świata.
Podczas mistrzostw świata w Petersburgu w 2007 roku Japonki w składzie: Kanae Ikehata, Maki Kawanishi, Yōko Makishita i Chieko Sugawara zdobyły drużynowo brązowy medal. W tej samej konkurencji była też między innymi piąta na mistrzostwach świata w Turynie w 2006 roku.
Ponadto zdobyła brązowe medale we florecie drużynowym i indywidualnym na igrzyskach azjatyckich w Doha w 2006 roku.
Nigdy nie wzięła udziału w igrzyskach olimpijskich.